# Herrengesellschaft Mecklenburg

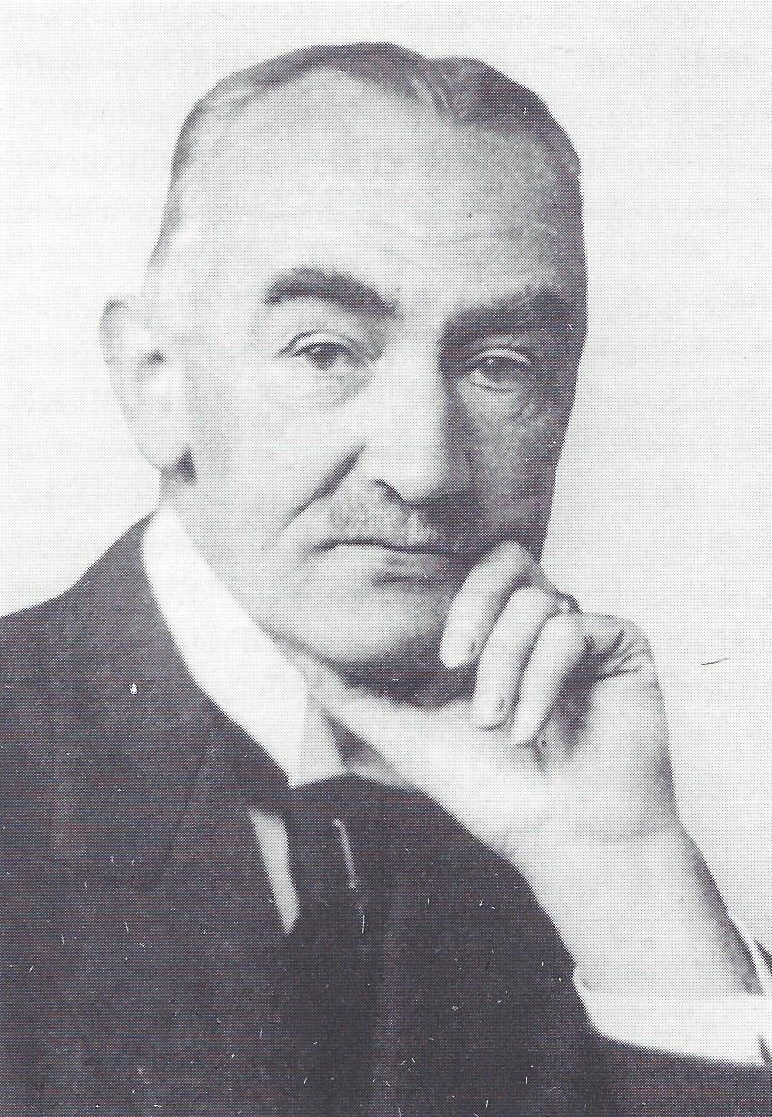
Wilhelm v. Oertzen

Die Herrengesellschaft Mecklenburg war ein antiparlamentarischer deutscher politischer Klub, der von 1926 bis 1945 existierte. Er wird der Konservativen Revolution zugerechnet.

## Geschichte
Die Herrengesellschaft Mecklenburg wurde am 15. Juni 1926 von dem Mecklenburger Gutsbesitzer Wilhelm von Oertzen gegründet. Politisch war die Gesellschaft aristokratisch-konservativ und – ihrem Selbstverständnis nach – streng elitär ausgerichtet. Auf überregionaler Ebene war sie in die um die Zeitschrift Der Ring gruppierte sogenannte „Ringbewegung“ eingebunden. Dementsprechend stand die Herrengesellschaft in ständiger Verbindung zu ähnlichen Klubs in anderen Landesteilen, wie dem Hamburger Nationalklub, der Magdeburgischen Herrengesellschaft und der Schlesischen Herrengesellschaft sowie insbesondere zu dem quasi als Dachorganisation fungierenden Deutschen Herrenklub in Berlin.
Für die Außenwirkung der Herrengesellschaft waren vor allem die in der Regel monatlich ausgerichteten Vortragsabende im Herrenhaus Roggow maßgebend. Maximal nahmen rund 600 Personen an diesen Zusammenkünften teil. Auf diese Weise wurden von 1926 bis 1942 mehr als 11.600 Teilnehmer im Sinne der politischen Zielsetzung dieser elitären und dem Parlamentarismus feindlich gegenüber stehenden Vereinigung geschult. Zu den prominenten Persönlichkeiten, die die Herrengesellschaft als Referenten für ihre Vortragsabende gewinnen konnte, zählten unter anderem Klaus Mehnert und der ehemalige Reichskanzler Hans Luther.
Als der Deutsche Herrenklub sich mit Rücksicht auf die politische Entwicklung im August 1933 in Deutscher Klub umbenannt hatte, beschloss auch die Generalversammlung der Herrengesellschaft künftig den Namen Deutscher Klub Mecklenburg zu tragen. Die Vereinigung löste sich beim Einmarsch der Roten Armee auf.

### Politische Ausrichtung und Ziele
Der Adel sah in der Weimarer Republik eine Schmälerung seiner (uralten) gesellschaftlichen und politischen Bedeutung. Der Klub vertrat die Ansicht, dass der Parlamentarismus an Schattenboxen erinnert und nationale Einigkeit verhindert und der Egalitarismus des Nationalsozialismus den Besitzstand des Adels gefährdete. Walter Darré und Walter Granzow wollten die jahrhundertealte Güterkultur zu Gunsten freier Bauernstellen abschaffen. Deshalb gründete v. Oertzen die Herrengesellschaft Mecklenburg. 

„Das Ziel der Herrengesellschaft ist das dritte Reich nach dem Buch, welches der leider verstorbene Mitbegründer der Bewegung Moeller van den Bruck verfaßt hat und das wirklich jedem Deutschen bekannt sein müßte. Mit dem Gedanken der Überparteilichkeit ist fast untrennbar die Abneigung gegen den Parlamentarismus verbunden ... Wir sind eine durchaus aristokratische Bewegung insofern, als wir Führungspersönlichkeiten aus allen Kreisen heranziehen und durch unsere Veranstaltungen schulen und informieren und vor allem auch dann von Ihnen erwarten, daß sie das Gelernte auch anwenden auf sich und den Kreis, auf den sie Einfluß haben. Das ist Führertum! Wir sind also keine Volksbewegung, was der Gegensatz dazu wäre.“

Der „große Führer“ werde demnach nicht erzogen, sondern geboren; die Schulung von Denken und Fühlen der „kleinen Führer“ zu einer neuartigen Oberschicht sei aber unabdingbar, „damit eine Atmosphäre vorhanden sei, in der der Führer überhaupt leben, in der er sich durchsetzen könne.“ Karl Eschenburg – Ministerpräsident im Freistaat Mecklenburg-Schwerin, ab 1936 Mitglied der NSDAP – und seine Minister solidarisierten sich mit den Zielen der Herrengesellschaft Mecklenburg. Das führte im Ergebnis dazu, dass Mecklenburger Adelsfamilien noch bis 1945 bis zu 50.000 Hektar Land als Eigentum besaßen. Friedrich Hildebrandt, Gauleiter und ehemaliger Landarbeiter, vertrat den Standpunkt, dass nach Überwindung des Marxismus der NS-Bewegung ein neuer, großer Gegner entgegentreten würde, nämlich die „reaktionären Kräfte im Herren-Klub“. Die NS-Führung (Stab des Stellvertreters des Führers) erwog, auch den Deutschen Klub für ihre Zwecke zu benutzen. Sowohl Ernst Röhm als auch Heinrich Himmler waren dem Kuratorium beigetreten.

### Mitglieder
| Datum          | Mitglieder |
| -------------- | ---------- |
| 15. Juni 1926  | 23         |
| 1. Januar 1927 | 48         |
| 1. Januar 1928 | 107        |
| 1. Januar 1929 | 175        |
| 1. Januar 1930 | 263        |
| 1. Januar 1931 | 288        |
| 1. Januar 1932 | 280        |
| 1. Januar 1933 | 277        |
| 1. Januar 1934 | 279        |
| 1. Januar 1935 | 318        |
| 1. Januar 1936 | 302        |

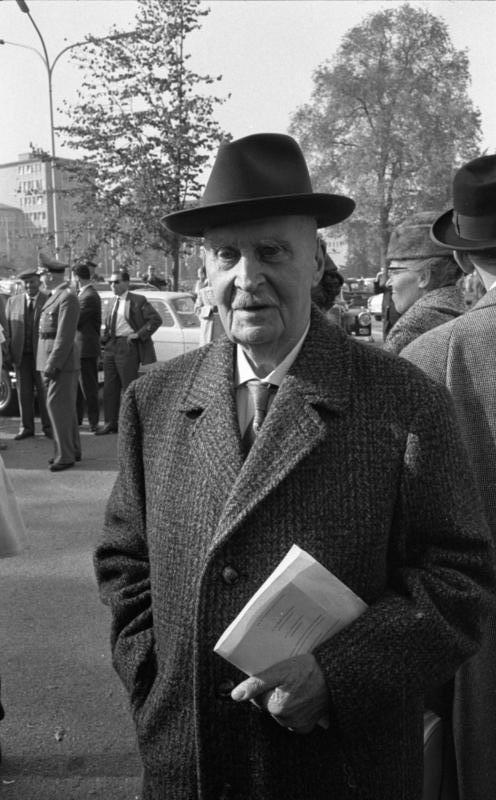
Adolf Friedrich zu Mecklenburg, 1926–1945 Mitglied der Herrengesellschaft

Aus: Deutscher Klub Mecklenburg 1926–1936, Rostock 1936
85 Mitglieder waren (adelige) Gutsbesitzer, etwa 30 Staatsbeamte, etwa 20 Vertreter der Banken und der Industrie, desgleichen Offiziere, Ärzte, Professoren, Rechtsanwälte, Redakteure und andere. Zu den teilweise uradeligen und traditionsreichen Familien zählten unter anderem die Bassewitz (5 Mitglieder), Bernstorff (2), Blücher (Adelsgeschlecht) (1), Brandenstein (Adelsgeschlecht) (3), Oertzen (Adelsgeschlecht) (10), Plessen und Schulenburg (Adelsgeschlecht) (1). Adolf Friedrich Herzog zu Mecklenburg war der Herrengesellschaft Mecklenburg bereits im Gründungsjahr 1926 beigetreten und stand an der Spitze der Mitgliederliste. Seit 1929 bestanden auch Juniorenkreise, zum Beispiel am Friderico-Francisceum unter Leitung von Dr. Gerhard Ringeling.
1934 waren 60 % der Mitglieder in der NSDAP, 113 in der SA-Reserve, 28 in der Sturmabteilung (SA), 6 im Nationalsozialistischen Kraftfahrkorps (NSKK) und 4 in der Schutzstaffel (SS).

## Verhältnis zur NSDAP
Wiederholt versuchte Wilhelm von Oertzen Adolf Hitler als Referenten für die Herrengesellschaft Mecklenburg zu gewinnen; trotz dieser Bemühungen zeigte Hitler kein Interesse an dieser Vereinigung. Reimar von Plessen, Herr des Familienfideikommiss Kurzen Trechow und Langen Trechow und Vater des Gauwirtschaftsberaters Hennecke von Plessen, wurde 1930 als 2. Vorsitzender der Gesellschaft in die NSDAP aufgenommen. Hitler attackierte im Reichstagswahlkampf 1932 Hans Bodo von Alvensleben-Neugattersleben, den Vorsitzenden  des Herrenklubs (dem Wilhelm von Oertzen ebenfalls als Vorstandsmitglied angehörte): „Ihr redet gegen den Marxismus als Klassenerscheinung und seid selbst die übelste Klassenerscheinung!“

## Archivalien
- Landeshauptarchiv Schwerin: Bestand 10.61-2 Herrengesellschaft Mecklenburg / Deutscher Klub Mecklenburg (Mitgliederverzeichnisse, Protokolle von Jahresversammlungen, Schriftwechsel mit Vertretern aus Politik, Wirtschaft, Wissenschaft und Kultur sowie Verbänden und Vereinen).

- Bundesarchiv Koblenz: Mitgliederliste nach dem Stande vom 1. Juli 1932 (R 18, Nr. 5330, Bl. 15ff.).

- Geheimes Staatsarchiv Preußischer Kulturbesitz: Gedruckte Mitgliederliste der Herrengesellschaft Mecklenburg bei den Akten des Staatssekretärs im Reichsinnenministerium Hans Pfundtner (HAB. Rep. 320/330).